# Copac
Copac (originalmente un acrónimo de Consortium of Online Public Access Catalogs) era un catálogo colectivo que proporcionaba acceso gratuito a los catálogos en línea fusionados de muchas de las principales bibliotecas de investigación y bibliotecas especializadas del Reino Unido e Irlanda, además de la Biblioteca Británica , la Biblioteca Nacional de Escocia y la Biblioteca Nacional de Gales. Tenía más de 40 millones de registros de unas 90 bibliotecas,  que representa una amplia gama de materiales en todas las áreas temáticas. Copac estaba disponible gratuitamente para todo el público, y se usaba ampliamente, y los usuarios provenían principalmente de Instituciones de educación superior en el Reino Unido, pero también en todo el mundo. Los usuarios valoran el Copac como una herramienta de investigación.
Se podía buscar en Copac a través de un navegador web o un cliente Z39.50 . También era accesible a través de OpenURL y Search / Retrieve a través de interfaces URL (SRU). Estas interfaces se pueden utilizar para proporcionar enlaces a elementos de Copac desde sitios externos, como los que se utilizan en el sitio web del Instituto de Investigaciones Históricas .
Copac era un servicio Jisc proporcionado a la comunidad del Reino Unido sobre la base de un acuerdo con Research Libraries UK (RLUK). El servicio utiliza registros proporcionados por miembros de RLUK, así como una gama cada vez mayor de bibliotecas especializadas con colecciones de interés de investigación nacional. Se encuentra disponible una lista completa de contribuyentes  incluido el Fondo Nacional de Lugares de Interés Histórico o Belleza Natural , los Jardines Botánicos Reales, Kew , la biblioteca del Middle Temple y la Biblioteca de la Institución de Ingenieros Mecánicos (IMechE).
En julio de 2019, Jisc reemplazó COPAC con Library Hub Discover . 